# 第三奥古斯塔军团
第三奥古斯塔军团（英語：Legio III Augusta）古罗马军队建制名称。由盖乌斯·维比乌斯·潘撒·凯特洛尼亚努斯等人于公元前43年成立。在公元前30年的内战中，该军团支持屋大维将军，反对马克·安东尼。之后屋大维掌握了罗马帝国，该军团得以重组。
从公元1世纪到4世纪晚期，第三奥古斯塔军团参与了相关战争并入驻北非，促进了北非地区的城镇化。该军团与当地居民共同参与基础设施建设。常见的设施包括渡槽、防御工事、道路和圆形露天剧场。总体上说，军团更注重建筑的纪念意义，而非“纯粹的建造”本身。第三奥古斯都军团在北非驻守罗马帝国边界的三百多年来，没有采取暴力的扩张手段和粗糙的城镇化进程，而是通过同化吸收当地文化，促进了军民交流，为罗马帝国的边界治理提供了新模式。

## 扩展阅读
- （英文）hauburn.tripod （页面存档备份，存于）
- （英文）livius.org （页面存档备份，存于）